# 竹内一政
竹内 一政（たけうち かずまさ、1973年8月19日 - ）は、テレビ高知 (KUTV) の報道記者で、同局の元アナウンサー。高知県高知市出身。

## 来歴
日本大学を卒業後、1997年にテレビ高知に入社。アナウンサー時代から記者とカメラマンを兼務していた。
2013年4月1日付でテレビ高知報道技術センターの副部長（報道担当）に就任した。

## 担当番組
- イブニングKOCHI - 「イブニングSPORTS」担当[2]。アナウンス職を離れてからも記者として出演していた[4]。
- わくわく情報局
- 高知市だより
- 歌って走ってキャラバンバン
- 県民ニュース - スポーツ担当[2]、手話担当[5]